# Rugby Viadana 1970 2015-2016

## Eccellenza 2015-16

### Stagione regolare
| Incontro             | Andata | Ritorno |
| -------------------- | ------ | ------- |
| Viadana — L’Aquila   | 47-7   | 40-33   |
| Mogliano — Viadana   | 33-21  | 24-19   |
| Viadana — Fiamme Oro | 14-5   | 7-18    |
| Calvisano — Viadana  | 36-12  | 17-14   |
| Viadana — Lyons      | 45-0   | 11-6    |
| Rovigo — Viadana     | 34-14  | 15-6    |
| Viadana — San Donà   | 24-24  | 35-18   |
| Petrarca — Viadana   | 27-17  | 30-28   |
| Viadana — S.S. Lazio | 18-9   | 41-10   |

#### Risultati della stagione regolare
| Posizione | G  | V | N | P | PF  | PS  | DP  | B | Pt |
| --------- | -- | - | - | - | --- | --- | --- | - | -- |
| 5ª        | 18 | 8 | 1 | 9 | 413 | 346 | +67 | 9 | 43 |

## Trofeo Eccellenza 2015-16

### Prima fase

#### Girone A
| Incontro           | Andata | Ritorno |
| ------------------ | ------ | ------- |
| San Donà — Viadana | 13-17  | 17-24   |
| Viadana — Lyons    | 36-10  | 34-5    |

##### Risultati del girone A
| Posizione | G | V | N | P | PF  | PS | DP  | B | Pt |
| --------- | - | - | - | - | --- | -- | --- | - | -- |
| 1ª        | 4 | 4 | 0 | 0 | 111 | 45 | +66 | 2 | 18 |

### Finale
| Incontro           | Risultato |       |
| ------------------ | --------- | ----- |
| Viadana — Petrarca | 22-15     | 22-15 |

## Verdetti
- Viadana vincitore del Trofeo Eccellenza 2015-2016.